# Marcus Gavius Apicius
Marcus Gavius Apicius, som levde under 000-talet under Tiberius styre, tros ha varit en romersk gourmet och lyxälskare. Den romerska kokboken Apicius är ofta, men felaktigt, tillskriven honom. Han var huvudperson i ett känt verk som nu är förlorat av den grekiske grammatikern Apion. Apicius smeknamn (det vill säga 'Apicius') kommer från en tidigare Apicius, som levde runt 90-talet f.Kr, vars familjenamn det kan ha varit. Om det är sant, kom Apicius att betyda "gourmand" som ett resultat av ryktbarheten av denna tidigarelevande lyxälskaren.
Bevis för Apicius existens kommer delvis från samtida eller nästan samtida källor, men är delvis filtrerade genom det ovan nämnda verket av Apion. Verkets syfte var förmodligen att förklara namnen och ursprungen på lyxiga rätter; i synnerhet de som anekdotiskt förknippades med Apicius. Följande anekdoter från spridda källor nämner honom. Huruvida de utgör en egentlig biografi är tveksamt.
Sejanus skall enligt Tacitus verk Annales i sin ungdom ha "sålt sin kropp till Apicius". Med Maecenas, Augustus rådgivare, skall han enligt Martialis ha ätit en middag. Julius Caesar Drusus, Tiberius son, skall enligt Plinius den äldre ha övertalats av Apicius att inte äta kål eftersom det var för vanlig mat.
Det finns flera olika recept som har namngivits efter Apicius. Ett av dem beskriver en metod att tillaga kål genom att marinera den i olja och salt och använda soda för att återfå grönhet. Ett annat ger en slags tårta. I Andew Dalbys bok om mat i den antika världen finns sju recept namngivna efter Apicius.
Genom hela den romerska litteraturen nämns Apicius i moraliserande kontexter som den typiska gourmanden eller frossaren. Seneca säger exempelvis att han "förklarade vetenskapen bakom matställen" och förvanskade åldern med sitt exempel. Runt 300- och 400-talet börjar Apicius nämnas som en författare, vilket kan vara en indikation på att kokböcker som betitlades "Apicius" cirkulerade på den tiden. Den första referensen av det slaget kan vara i Scholia on Juvenal som försäkrar att Apicius skrev om hur man arrangerar måltider och om såser.